# Copa del Món de Futbol 2018 - Grup D
El Grup D de la Copa del Món de Futbol 2018, realitzada a Rússia, està compost per quatre equips, que s'enfrontaran entre ells amb un total de sis partits. Quan acabin aquests partits, els dos equips amb més punts es classificaran per a la fase següent.
El primer lloc d'aquest grup s'enfrontarà contra el segon del grup C. El segon lloc del grup s'enfrontarà al primer del grup C.

## Integrants
El grup D està integrat per les seleccions següents:
| Argentina | Croàcia | Islàndia | Nigèria |
| --------- | ------- | -------- | ------- |

Segons el Ranking Mundial de la FIFA del 15 de març del 2018, Argentina estava classificada en 4t lloc, Croàcia en el 15è, Islàndia en el 18è i Nigèria en el 52è.

## Classificació
| Pos | Equip     | PJ | PG | PE | PP | GF | GC | DG | Pts | Classificació        |
| --- | --------- | -- | -- | -- | -- | -- | -- | -- | --- | -------------------- |
| 1   | Croàcia   | 3  | 3  | 0  | 0  | 7  | 1  | +6 | 9   | Avança a segona fase |
| 2   | Argentina | 3  | 1  | 1  | 1  | 3  | 5  | −2 | 4   | Avança a segona fase |
| 3   | Nigèria   | 3  | 1  | 0  | 2  | 3  | 4  | −1 | 3   |                      |
| 4   | Islàndia  | 3  | 0  | 1  | 2  | 2  | 5  | −3 | 1   |                      |

## Partits

### Argentina vs. Islàndia
| Argentina  | 1–1     | Islàndia        |
| ---------- | ------- | --------------- |
| Agüero 19' | Informe | Finnbogason 23' |

### Croàcia vs. Nigèria
| Croàcia                            | 2–0     | Nigèria |
| ---------------------------------- | ------- | ------- |
| Etebo 32' (p.p.) · Modrić 71' (p.) | Informe |         |

### Argentina vs. Croàcia
| Argentina | 0–3     | Croàcia                                |
| --------- | ------- | -------------------------------------- |
|           | Informe | Rebić 53' · Modrić 80' · Rakitić 90+1' |

### Nigèria vs. Islàndia
| Nigèria       | 2–0     | Islàndia |
| ------------- | ------- | -------- |
| Musa 49', 75' | Informe |          |

### Nigèria vs. Argentina
| Nigèria        | 1–2     | Argentina            |
| -------------- | ------- | -------------------- |
| Moses 51' (p.) | Informe | Messi 14' · Rojo 86' |

### Islàndia vs. Croàcia
| Islàndia               | 1–2     | Croàcia                  |
| ---------------------- | ------- | ------------------------ |
| G. Sigurðsson 76' (p.) | Informe | Badelj 53' · Perišić 90' |